# Lepocreadium pegorchis
Lepocreadium pegorchis är en plattmaskart. Lepocreadium pegorchis ingår i släktet Lepocreadium och familjen Lepocreadiidae. Inga underarter finns listade i Catalogue of Life.